# Isabela z Angoulême
Isabela z Angoulême (francouzsky Isabelle d'Angoulême, 1187/1188? – 31. května 1246 klášter Fontevrault) byla anglickou královnou a hraběnkou z Angoulême a La Marche.

## Život

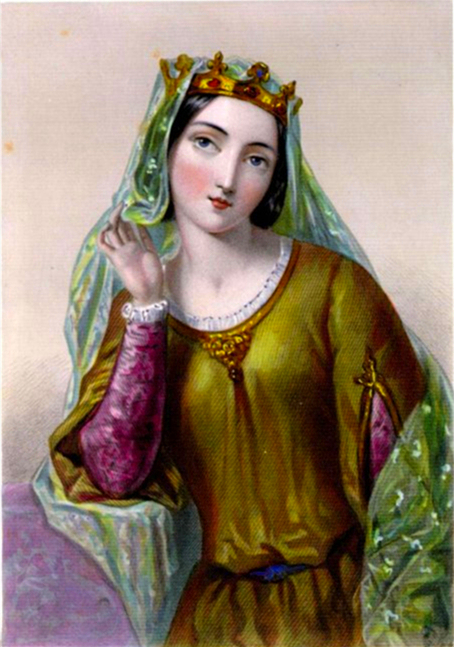
Isabela z Angoulême

Isabela byla dcerou Aymera II, hraběte z Angoulême, a Alice z Courtenay, vnučky francouzského krále Ludvíka VI. Původně byla od roku 1199 zasnoubena s Hugem z Lusignanu. V roce 1200 nechal anglický král Jan Bezzemek zrušit své manželství s Isabelou z Gloucesteru pro blízké příbuzenství a 24. srpna se v katedrále v Bordeaux oženil s mladičkou dědičkou Isabelou z Angoulême. Královnou byla korunována ve Westminsteru 8. října téhož roku.
Král Jan Hugovi z Lusignanu neposkytl žádnou kompenzaci, naštvaný feudál obrátil své kroky na francouzský dvůr a stěžoval si na únos nevěsty králi Filipovi jako Janovu lennímu pánovi. Dvorský soud se opakovaně marně snažil Jana předvolat ke slyšení a nakonec dal za pravdu Lusignanům. Rozsudek zbavil anglického krále všech francouzských lén a vedl k válce. Roku 1206 se Jan vzdal ve Filipův prospěch svých držav severně od Loiry.
Isabela byla již jako dívka proslavena svou krásou, současníky byla nazývána Helenou. Manželství s o mnoho let starším Janem bylo požehnáno následníkem až roku 1207, kdy se narodil syn Jindřich. Po něm následovala čtyři další těhotenství.
Ovdověla roku 1216, pomohla zařídit synovu korunovaci a o rok později odešla zpět do Francie převzít své dědictví. V první polovině roku 1220 se provdala za Huga z Lusignanu, syna svého původního snoubence a porodila mu deset dětí. Ve čtyřicátých letech konspirovala proti francouzské koruně a před odplatou uprchla do kláštera Fontevrault, kde zemřela roku 1246 a byla i pohřbena. Zachoval se její náhrobek.